# Donja Vraca
Donja Vraca (en cyrillique : Доња Враца) est un village de Bosnie-Herzégovine. Il est situé sur le territoire de la ville de Zenica, dans le canton de Zenica-Doboj et dans la fédération de Bosnie-et-Herzégovine. Selon les premiers résultats du recensement bosnien de 2013, il compte 852 habitants.

## Géographie
Le village est situé au bord de la rivière Bosna, un affluent de la Save.

## Démographie

### Évolution historique de la population dans la localité
| 1948 | 1953 | 1961 | 1971 | 1981  | 1991 | 2013 |
| ---- | ---- | ---- | ---- | ----- | ---- | ---- |
| -    | -    | 896  | 779  | 1 006 | 979  | 852  |

|  |